# Чищевий Микола Степанович
Мико́ла Степа́нович Чищевий (24 січня 1943, Крилівка Ружинський район, Житомирська область — 1992) — український перекладач і журналіст. Перекладав з румунської, молдавської і білоруської мов. Був редактором румунського відділення Всесвітньої служби українського радіо.

## Біографія
Микола Степанович Чищевий народився 24 січня 1943 року в селі Крилівка Ружинського району (зараз Бердичівський район) Житомирської області в сім'ї колгоспників. 1966 року закінчив філологічний факультет Київського університету.
Перекладав з молдавської і румунської мов твори Міхая Емінеску («Зневірений дух», 1989, серія «Вершини світового письменства»), Раду Тудорана («Підняти вітрила!», 1987), Спиридона Вангелі («Пригоди хлопчика Гугуце», 1970), Константіна Кіріце («Лицарі черешневого цвіту», 1989, «Замок дівчини в білому», 1980), Йоана Минескурте («Далека зима», 1989). З білоруської мови переклав повість Алеся Жука «Холодна пташина» (1983).
Редактор румунського відділення Всесвітньої служби українського радіо. Перебував у складеному КГБ СРСР списку «выявленных лиц, принимавших участие в сборище у памятника Т. Г. Шевченко 22.V.1968 г.»